# Cannibal! The Musical
Cannibal! The Musical (originalment coneguda com Alferd Packer: The Musical) és una comèdia negra western musical estatunidenca del 1993 dirigida, escrita, produïda i coprotagonitzada per Trey Parker al seu debut a la direcció mentre estudiava a la Universitat de Colorado a Boulder, abans d'assolir la fama amb South Park al costat del seu amic Matt Stone que també protagonitza i produeix la pel·lícula. Es basa lliurement en la història real d'Alferd Packer i els sòrdids detalls del viatge des d'Utah a Colorado que va deixar els seus cinc companys de viatge morts i parcialment menjats. Trey Parker (acreditat com a Juan Schwartz) interpreta a Alferd Packer, amb col·laboradors freqüents Stone, Dian Bachar i altres interpretant els papers secundaris.
Al maig de 1998 es va representar una versió en directe al Sierra College, de Rocklin, Califòrnia. La va seguir el Dad's Garage Theatre, Atlanta, Geòrgia, a la tardor de 1998. La versió Dad's Garage es destaca a les característiques especials. de l'estrena de la pel·lícula en DVD de Troma. L'espectacle ha continuat trobant petits teatres i públic a tot Amèrica i més enllà durant molts anys. L'any 2001, es va muntar una producció Off-Broadway al Kraine Theatre de East 4th Street a Nova York.
El 2011, el productor Jason McHugh va publicar un llibre titulat Shpadoinkle: The Making of Cannibal! The Musical que narra tots els aspectes de la creació i continuació del fenomen de culte Cannibal! The Musical.

## Argument
La pel·lícula comença amb una recreació de l’horrible acte de canibalisme descrit pel fiscal durant el judici d'Alferd Packer el 1883. Durant aquest relat sensacionalista, Haggard Packer insisteix repetidament que no va ser com va passar. Durant una pausa en el judici, Packer és seduït per la periodista Polly Pry perquè expliqui la seva versió de la història, cosa quefa mitjançant salt enrere. Obre el seu conte amb temps millors, galopant sobre camps verds amb el seu cavall de confiança Liane.
El 1873, Packer va formar part d'un grup de miners a Bingham Canyon (Utah) que van saber de noves perspectives a Breckenridge. Junts, el petit grup decideix viatjar junts al Territori de Colorado per reclamar terers. Packer és designat com a substitut del guia original, ja que va afirmar que coneixia la zona. Ell i Liane van començar el que Packer calcula que serà un viatge de tres setmanes amb un grup de cinc miners: Shannon Wilson Bell, un aspirant a sacerdot mormó; James Humphrey, que va ser obligat pel seu pare a unir-se al grup; Frank Miller, un cínic carnisser que de mala gana s'uneix al grup a la mina; George Noon, un adolescent que espera conèixer dones a Breckenridge; i Israel Swan, un optimista.
Quatre setmanes més tard, mentre intentaven visitar Provo per a subministraments, es convencen que s'han perdut. L'intent de demanar a un local indicacions per arribar a Provo no té èxit, ja que el local els adverteix de la mort imminent que els espera a les muntanyes. Finalment, en arribar a un lloc fronterer a Provo, es troben amb un grup de tres caçadors de pells amb destinació a Saguache; O.D. Loutzenheiser, Preston Nutter i el seu diminut líder, Jean "Frenchy" Cabazon. Els caçadors menyspreen els miners, als quals anomenen despectivament "excavadors", però sembla que els agrada el cavall àrab de Packer. Al campament, els empacadors i la companyia revelen els seus objectius per viatjar els uns als altres en una cançó. L'endemà, Packer es desperta i descobreix que el seu cavall ha desaparegut. Després que Bell es ferís la cama en una trampa per a óssos, els homes intenten creuar el Green River prop de la frontera d'Utah. Acampen per a la nit després de la seva travessia, amb Packer cantant una cançó sincera sobre Liane. Finalment, després d'una travessia desastrosa del riu Colorado, dos indis "Nihonjin" descobreixen el grup de Packer. Els porten de nou al campament de la tribu prop de Delta on el cap els avisa d'una tempesta d'hivern, permetent-los esperar-ho amb la tribu. El grup de Packer també troba els caçadors acampant amb la tribu, que procedeixen a presumir de les seves vides amb cançons, però després interpreten aquesta cançó abans que esclati un petit altercat sobre la Liane, la bossa de la qual Packer troba en la seva possessió.
En l'actualitat, Packer és condemnat a mort a la forca a Lake City. Aquella nit, sola, Polly reflexiona sobre el cas i el testimoni de Packer, i revela el seu creixent afecte per ell a través de la cançó. L'endemà, Polly visita Packer una vegada més a la presó, on continua la seva història.
Els homes van al desert i comencen a sospitar que a Packer només li interessa seguir els caçadors per trobar el seu cavall, i el temperament de Bell comença a escurçar-se a mesura que la seva ferida de la trampa per a óssos s'infecta i desenvolupa gangrena. Es troben amb un "cíclop", un home de muntanya alt amb un ull ferit i brollat de pus, mentre sense voler-ho intenta robar una de les seves ovelles per subsistència. Més tard, el congelat Swan intenta animar tothom amb una cançó sobre la construcció d'un ninot de neu, només perquè Miller destrueix el ninot de neu d'en Swan amb un piquet. Aviat es queden sense menjar, recorrent a menjar-se les sabates mentre es perden a les Muntanyes Rocalloses cobertes de neu. Per frustració, Bell li dispara al cap en Swan mentre es troba enmig d'una cançó, perquè no aprecia la seva perspectiva (de Swan) Pollyannaesca sobre la seva situació. Els homes discuteixen la seva terrible situació aquella nit sobre el foc, parlant del canibalisme al qual l'expedició Donner va haver de recórrer a Califòrnia. Decideixen consumir el cos del seu company mort mentre Miller talla el cos de Swan, i només Bell es nega a participar en el canibalisme. Llavors, Packer té un malson inspirat en el ballet i ell mateix, en Liane i en Cabazon. Al cap d'uns dies més, el grup perd l'esperança, la qual cosa porta a parlar de sacrificar un dels seus. Packer els convenç d'una oportunitat més per fer un viatge d'exploració, però quan torna, Bell ha matat els altres, afirmant que planejaven matar-lo i menjar-se'l després que en Packer marxés. Packer es veu obligat a llançar-li un cuclell a Bell, aparentment matant-lo, després d'amenaçar-lo amb lliurar-lo, adonant-se que s'ha tornat boig. Aleshores es veu obligat a canibalitzar els altres per esperar la resta de l'hivern.
En arribar a Saguache un temps després, Packer es troba amb Liane, que s'ha portat a Cabazon, molestant a Packer. El xèrif de Saguache, sospita que Packer arribi sense la resta del seu grup, finalment descobreix el destí dels altres membres i intenta arrestar Packer per canibalisme en un saloon. Es produeix una baralla entre en Packer i els caçadors, que en Packer guanya després d'atacar brutalment l'engonal de Cabazon utilitzant tècniques de lluita que va aprendre del cap Nihonjin, deixant a Cabazon incapacitat amb una veu aguda. Després d'això, Packer intenta fugir a Wyoming, només per ser arrestat i portat de tornada a Colorado per esperar el judici. El dia de l'execució de Packer a Lake City, la ciutat comença a cantar, celebrant la mort imminent de Packer. No obstant això, a l'últim moment és salvat per Polly, que arriba a escena amb Liane. Polly revela que Packer havia rebut una suspensió de l'execució del governador que va declarar que no podia ser condemnat per un crim estatal ja que no era un estat en el moment de l'incident. Mentrestant, Cabazon, la veu del qual encara és aguda i vol venjar-se contra Packer per la seva lluita a Saguache, afirma que la gent del poble va venir a veure el vessament de sang i intenta activar la forca. El cap de Nihonjin salva en Packer tallant la seva corda amb una katana abans de dirigir-se a Cabazon, satisfent la luxúria de sang de la multitud. Packer, veient que Polly porta Liane, s'adona que ja no la necessita i tria Polly (per a l'emoció del cap, que s'enlaira després de Liane amb la seva katana), i els dos es besen, només per espantar-se per un immòbil. -Viu però mal mutilat Bell.

## Repartiment
- Trey Parker com a Alferd Packer (acreditat com a Juan Schwartz[a])[b]
- Toddy Walters com a Polly Pry[c]
- Matt Stone com a James Humphrey (acreditat com a Mathew Stone)[d]
- Dian Bachar com a George "Califòrnia" Noon
- Jason McHugh com a Frank Miller
- Jon Hegel com Israel Swan
- Ian Hardin com Shannon Wilson Bell
- Duster com el cavall de Packer, Liane[e]
- Robert Muratore com a Jean "Frenchy" Cabazon
- Edward Henwood com a O.D. Loutzenheiser/El Cíclop
- Andrew Kemler com a Preston Nutter
- Masao Maki com el cap de la tribu índia fictícia Nihonjin (acreditat com a Maseo Maki)
- estudiant d'intercanvi japonesos com a indis Nihonjin
- Junichi com a Junichi
- Tomomi com a Tomomi, una jove índia a qui Noon es desmaia
- Audrey Stafferd com a Veu de Doom[f]
- Randy Parker (el pare de Trey Parker) com el jutge Jerry
- Jessica James Kelly com a Tiny Tim/Baby Packer
- Martin Leeper com el xèrif de Saguache (acreditat com a Marty Leeper)
- Brad Gordon com Mills
- Steve Jackson com el xèrif de Lake City
- Stan Brakhage com el pare de Noon
- Don Yannacito com el pare d'Humphrey[g]
- Kevin Allen com un transeünt que mira Polly Pry amb una mirada confusa mentre interpreta "This Side of Me"
- Liane Adamo com una de les ballarines durant el número "Hang the Bastard" (sense acreditar)
- Chris Graves com un home borratxo que fa una pausa esquella a "Hang the Bastard" (sense acreditar)
- Joe McHugh (pare de Jason McHugh) com a dependent de la botiga general (sense acreditar)
- Brody McHugh (la germana de Jason McHugh) com a Dona que surt de la botiga (sense acreditar)